# Jan de Bisschop
Jan de Bisschop, també conegut com a Johannes Episcopius, (Amsterdam, 1628 - La Haia, 1671) fou un pintor i gravador del barroc neerlandès, a l'Edat d'Or neerlandesa.

## Biografia
D'acord amb RKD va aprendre de Bartholomeus Breenbergh, i va influir alhora, Jacob van der Ulft. Tant Ulft com Bisschop van néixer en bones famílies i van ser exemples de pintors que practicaven l'art més per plaer que per guanyar-se la vida. Bisschop va ser membre fundador de la Confrerie Pictura i va realitzar dos llibres a la dècada de 1670 de material instructiu per a joves artistes. Es va basar en les seves pròpies còpies d'artistes clàssics i també de còpies de Rome-traveller de Pieter Donker. Un dels llibres constava de 112 gravats que es van produir entre els anys 1668 i 1669 com Signorum Veterum Icones (títol en neerlandés: Afbeeldingen van antieke beelden) i l'altre va ser imprès el 1671 com Paradigmata Graphices variorum Artificum (títol en neerlandés: Voor-beelden der Teken- konst van verscheyde Meesters).
- La porta de l'est a Delft (1655-1660)
- Dona amb una gerra després de la còpia d'un dibuix de Pieter Donker, que al seu torn va copiar de Rafael Sanzio.
- Al·legoria sobre el poder de Venus (1638-1671)